# Ујед (ТВ филм)
„Ујед” је југословенски ТВ филм из 1979. године. Режирао га је Бахрудин Бато Ченгић, а сценарио је написала Милица Новковић.

## Улоге
| Глумац         | Улога     |
| -------------- | --------- |
| Горица Поповић | Јована    |
| Марко Николић  | Милош     |
| Драгомир Фелба | Реља      |
| Ђурђија Цветић | Комшиница |
| Аљоша Вучковић | Стојан    |
| Љиљана Крстић  | Свекрва   |